# Франциск Сальский
Франциск Сальский (лат. Franciscus Salesius, фр. François de Sales; 21 августа 1567, Савойя — 28 декабря 1622, Лион) — католический святой, епископ Женевы, Учитель Церкви, основатель конгрегации визитанток. Известен своими трудами о духовной жизни, особую известность имеет книга «Введение в благочестивую жизнь» («Руководство к благочестивой жизни»). Память - 24 января н. ст.

## Биография

### Юность
Франциск Сальский родился в 1567 году в замке Саль (разрушен по приказу Людовика XIII), что в двадцати километрах к северо-востоку от Анси. Его родители принадлежали к старинному аристократическому семейству герцогства Савойского. Будущий святой был старшим из шести братьев и сестер.
В возрасте тринадцати лет уехал в Париж, где получал образование сначала в коллеже иезуитов, затем в парижском университете. В 1579 г. он отправился в Падуанский университет для продолжения обучения праву и теологии. В 1593 г. против воли отца стал священником. Правда, после того, как почти сразу после рукоположения, несмотря на молодость, Франциск получил почётную должность декана женевского капитула, отец смирился со священническим призванием сына. В качестве своих небесных покровителей молодой декан избрал св. Франциска Ассизского и св. Филиппа Нери.

### Священничество и проповедь
Поскольку после Реформации город Женева стал центром кальвинизма и католическая церковь была там запрещена, резиденция епископа Женевы располагалась в г. Анси в Савойе. Соответственно и деятельность Франциска поначалу проходила в родных местах, тем более что существовала потребность в борьбе с кальвинизмом, проникающим в Савойю из Женевы.
К 1594 г. район Шабле стал почти полностью кальвинистским. Франциск начал проповедническую деятельность там, обращаясь главным образом к беднякам. Это было сопряжено с большими опасностями, дважды его пытались убить, а один раз он чудом избежал гибели, повстречавшись с волчьей стаей. Но проповеди Франциска были столь действенны, что через четыре года регион был полностью возвращён в католическую веру, а когда женевский епископ в изгнании Грайнер посетил Шабле, его встречали толпы обращённых св. Франциском бывших кальвинистов.
Слава Франциска росла, легенды ходили как о его проповедях, так и о его добродетелях. Многие его недоброжелатели были покорены терпением и кротостью святого.

### Епископство

Герб Франциска Сальского

В 1599 г. он был назначен коадъютором епископа Женевы. В следующем году он посетил Францию, где познакомился с секретарем и исповедником короля Генриха IV кардиналом де Берюлем, знаменитым богословом, который сделался его хорошим другом. Де Берюль познакомил Франциска с молодым Винсентом де Полем, эта встреча двух будущих святых была важна и полезна для обоих. Король Генрих IV также имел несколько бесед с Франциском и был настолько покорен его умом и святостью, что просил его остаться в Париже, однако Франциск отклонил это предложение и вернулся в Савойю.
В 1602 г. после смерти епископа Клода де Гранье Франциск сам стал епископом Женевы.
До самой смерти он неустанно служил делу Церкви в Савойе и Франции, проповедовал, способствовал росту приходов, приходил на помощь бедным и обездоленным. Вместе со святой Иоанной де Шанталь, духовным руководителем которой он был, Франциск основал в Анси в 1610 г. женский орден визитанток, духовное руководство которым он осуществлял до самой смерти.

### Смерть и почитание
Герцог Савойский потребовал от Франциска, чтобы тот сопровождал его с дипломатической миссией в Париж, и, несмотря на слабое здоровье и усталость, Франциск согласился. Зная о своей вероятной смерти, Франциск Сальский оставил завещание и попрощался с монахами Анси. На своем пути 12 декабря он сделал остановку в Лионе, где жила последние годы Иоанна де Шанталь. Спустя несколько дней Франциск заболел, а 28 декабря умер. Вскоре после смерти его мощи были перевезены в Анси.
В 1661 г. папа Александр VII беатифицировал Франциска, в 1665 г. тот же папа канонизировал его, а в 1877 г. Франциску Сальскому был присвоен почётный титул Учитель Церкви. В 1923 г. папа Пий XI провозгласил его покровителем писателей и журналистов.

## Конгрегации
Духовность и активная проповедь св. Франциска на протяжении веков вдохновляла многих людей на создание конгрегаций. Среди общин, основывающихся на наследии Франциска Сальского:
- Франсалианцы, Миссионеры Св. Франциска Сальского (лат. Missionarii Sancti Francisci Salesii de Annecio) — берут начало в 1838 году во Франции, когда падре Пьеро Мермьер основал общество священников в Епископской семинарии Анси.
- Салезианцы Дона Боско (лат. Societas Sancti Francisci Salesii) — основаны в 1859 году в Турине Иоанном Боско, изначально для образования и подготовки молодежи. В настоящее время это крупнейшая салезианская конгрегация.
- Посвятившие себя св. Франциску Сальскому (лат. Oblatorum Sancti Francisci Salesii) — основаны Луи Брисонном и Марий Шапюи в 1871 году в городе Труа. Существует также женская ветвь, основательницей которой стала св. Леония Авья.
- Сестры св. Франциска Сальского (итал. Suore di San Francesco di Sales) — женская конгрегация, основана в 1740 году Падуе падре Доменико Леонати.
- Дочери св. Франциска Сальского (итал. Figlie di San Francesco di Sales) — женская конгрегация, основа в 1872 году в Луго (Италия) Карло Кавино и Тересой Фантони.
- Дочери Марии Помощницы Христиан (лат. Congregatio Filiarum Mariae Auxiliatricis) — основаны в 1872 году в Морнезе святыми Марией Доменикой Мадзерелло и Иоанном Боско.
- Салезианские сестры-миссионеры Непорочной Девы Марии (фр. Sœurs Salésiennes Missionnaires de Marie Immaculée) основаны в 1872 году в Париже Анри Шомоном и Каролиной Барбарой Колчин.

## Сочинения
Св. Франциск Сальский оставил после себя большое количество сочинений, составляющих вместе 14 томов. Наиболее важные и известные его труды — «О любви Бога» и «Наставление в христианской вере». Труды св. Франциска стали фундаментом для многих выдающихся богословов, развивавших его идеи. Особое значение имеют труды св. Франциска в контексте религиозного спора католических авторов с кальвинизмом, в особенности с кальвинистским учением о предопределении, горячим противником которого был св. Франциск.
- Введение в благочестивую жизнь (Руководство к благочестивой жизни)
- Трактат о любви к Богу
- Открытое письмо к протестантам
- Краткий трактат о причастии
- Любовь к ближнему
- Духовные беседы
- О должном поклонении Святому Кресту

## Факты
- Франциск Сальский обучал писателя Жан Пьера Камю.

### Тексты
- Собрание сочинения Св. Франциска Сальского (фр.)
- Введение в благочестивую жизнь (англ.)
- Трактат о любви к Богу (англ.)